# دهه ۱۰۶۰ (پیش از میلاد)
دهه ۱۰۶۰ (پیش از میلاد) صد و ششمین دهه قبل از مبدا شروع تقویم میلادی است.